# Premis Ondas 1965
Els Premis Ondas 1965 van ser la dotzena edició dels Premis Ondas, atorgades el 14 novembre de 1965 en un acte presidit pel governador civil Antonio Ibáñez Freire i el subsecretari d'informació Pío Cabanillas. En aquesta edició es diferencien quatre categories: Premis Nacionals de ràdio, nacionals de televisió, internacionals de ràdio i televisió, i especials.

## Nacionals de ràdio
- Millor locutora: María Dolores Tejedo de Ràdio Barcelona
- Millor locutor: Mario Beut de Radio Barcelona i TVE
- Millor autor: Manuel Barrio Gutiérrez de Radio Sevilla
- Millor director: Enrique Mariñas de RNE La Corunya
- Millor labor esportiva: Francisco Quílez, Quilates de Ràdio Madrid
- Millor programa religiós: Buenos días, Señor de Radio Madrid
- Millor programa musical: Discomanía de Radio Madrid
- Millor programa infantil: Ondas escolares de REM
- Millor programa cultural: Panorama Universitario de Radio Zaragoza
- Millor programa informatiu: Leocadio Machado de RNE

## Nacionals televisió
- Millor actriu: Elena María Tejeiro de TVE
- Millor actor: José Bódalo de TVE
- Millor programa científic: Visado para el futuro de TVE, dirigit per Luis Miravitlles Torras
- Millor programa teatral: Primera fila de TVE

## Internacionals de ràdio i televisió
- Millor locutora: Silvana Pampanini de RAI-Roma (Itàlia)
- Millor locutor: Daniel Filipacchi de Radio Europa Núm.1-Sarre (Sarre)
- Millor actriu: Sylvia Syms de TV-Londres (Gran Bretanya)
- Millor actor: Maximilian Schell de TV-Munic (Alemanya)
- Millor autor: Lohengrin Filipello de Radio Monte Ceneri (Suïssa)
- Millor director: Madeleine Gérôme de CBC Canadà (Canadà)
- Millor programa religiós: The sacred heart program de Radio TV St. Louis (EUA)
- Millor programa teatral: Crim i càstig de Rho.Broad.Corp (Rhodèsia)
- Millor programa informatiu: A historia de 64 de Radio Jornal Rio (el Brasil)
- Millor programa científic: Der Weg Uber Grad de SSR (Suïssa)
- Millor programa infantil: La maledicció del mag Núm. 11 de Deutsche Welle (Alemanya)
- Millor labor esportiva: Marco Antonio de Lacavalerie de Venevisión-Caracas (Veneçuela)
- Millor programa musical: Your antipodes de NZBC (Nova Zelanda)
- Millor programa cultural: Monitor de Cadena Caracol-Bogotà (Colòmbia)

## Especials
- Matías Prats Cañete, en complir les seves noces de plata d'activitat professional a RNE
- Rueda de prensa, Programa dirigit per Victoriano Fernández de Asís de TVE
- Orquestra de ràdio i TVE, RNE de TVE
- Emissora de ràdio WGN Chicago (EUA)